# Valerij Zelepukin
Valerij Michajlovič Zelepukin (in russo Валерий Михайлович Зелепукин?; Voskresensk, 17 settembre 1968) è un ex hockeista su ghiaccio russo, fino al 1991 sovietico.

## Palmarès

### Olimpiadi invernali
- 1 medaglia[1]:
  - 1 argento (Nagano 1998)

### Mondiali
- 1 medaglia[2]:
  - 1 bronzo (Finlandia 1991)